# 寇特妮·伊顿
寇特妮·伊顿（英語：Courtney Eaton，1996年1月6日—）是澳大利亚女演员和模特。她在《瘋狂麥斯：憤怒道》中扮演 Cheedo the Fragile；在《荷魯斯之眼：王者爭霸》中扮演Zaya。

## 早期生活
伊顿出生于澳大利亚班伯利。她毕业于班伯利教堂文法学校。她的父亲斯蒂芬·伊顿是一名IT经理，生活在澳大利亚，同时有英格兰血统；他的母亲新西兰人，有毛利人、库克群岛的血统。

## 电影作品
| 年代 | 作品                 | 角色               |
| ---- | -------------------- | ------------------ |
| 2015 | 瘋狂麥斯：憤怒道     | Cheedo the Fragile |
| 2016 | 荷魯斯之眼：王者爭霸 | Zaya               |
| 2019 | 絕命直播             | Ava Brooks         |